# To Be Takei
To Be Takei es un documental biográfico estadounidense de 2014 producido y dirigido por Jennifer M. Kroot. La película tuvo su estreno mundial en el Festival de Cine de Sundance el 18 de enero de 2014.
Después de su estreno en Sundance, Starz Digital adquirió los derechos de distribución de la película. La película tuvo su estreno el 22 de agosto de 2014 en los teatros estadounidenses.

## Sinopsis
La película cuenta la vida del actor y activista George Takei.

## Recepción
To Be Takei  tiene en su mayoría reseñas positivas por parte de los críticos. En el sitio web Rotten Tomatoes tiene una aceptación del 91% con una media de 7.1 sobre 10, basándose en la reseña de 46 críticos.
Ronnie Scheib de Variety, dijo en su reseña que es «una mezcla única de base y convicción, To Be Takei hábilmente muestra la ecléctica personalidad de George Takei y tempestuosamente sus diferentes logros desde la tripulación de Star Trek hasta su activismo por los derechos de los homosexuales».
David Rooney en su reseña para The Hollywood Reporter alabó la película diciendo que «la película traza los recuerdos de infancia del estadounidense Takei siendo trasladado con sus padres y hermana tras el ataque a Pearl Harbor, junto a una innumerable cantidad de ciudadanos japoneses-estadounidenses de costa oeste del territorio de los Estados Unidos, a un campamento en Arkansas delimitado por alambre de púas y torres centinelas».